# Jiří Stárek

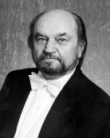
Jiří Stárek

Jiří Stárek (* 13. Juli 1923 in Močovice; † 25. September 2011 in Prag) war ein tschechischer Dirigent.

## Leben
Stárek absolvierte das Dirigentenstudium an der Prager Musikakademie als Schüler von Václav Talich und Karel Ančerl. Von 1952 bis 1968 war er Dirigent des Radiosinfonieorchesters Prag und ab 1964 auch Chefdirigent des Prager Rundfunkorchesters.
Neben seiner Tätigkeit im Tschechoslowakischen Rundfunk Prag wirkte er von 1963 bis 1968 als künstlerischer Leiter des Kammerensembles Collegium Musicum Pragense, mit dem er Rundfunk- und Schallplattenaufnahmen machte. Zwischen 1961 und 1962 war Stárek Chefdirigent des Prager Musiktheaters und leitete die tschechische Erstaufführung der Brecht/Weill-Oper Aufstieg und Fall der Stadt Mahagonny.
Stárek erhielt Preise des Tschechoslowakischen Rundfunks und von OIRT für die Rundfunkpremieren der Opern Die Nase (Dmitri Dmitrijewitsch Schostakowitsch), Der Gefangene (Luigi Dallapiccola), Kolumbus (Werner Egk) und der Sinfonien von Karl Amadeus Hartmann. 1968 emigrierte Stárek und begann eine internationale Karriere.
Er leitete das Radiosymphonieorchester Berlin, RSO Stuttgart, RSO München, RSO Frankfurt, die Münchner Philharmoniker, Stuttgarter Philharmoniker, Bamberger Symphoniker, Hamburger Symphoniker, Berliner Symphoniker, Oslo Philharmony, Nouvel Philharmonic Orchestre Radio France Paris, Tonkünstlerorchester Wien, BBC Scottish Symphony Orchestra, BBC Concert Orchestra, San Francisco Chamber Orchestra, City of London Sinfonia, Philippine Philharmonic Orchestra, Sydney Symphony Orchestra, Melbourne Symphony Orchestra, Auckland Philharmonic Orchestra/New Zealand.
In den Jahren 1976 bis 1980 war er Chefdirigent der Sinfonietta RIAS Berlin, 1981 bis 1984 Chefdirigent und künstlerischer Leiter des Norwegischen Symphonie Orchesters Trondheim, 1988 Principal Guest Conductor of West Australien Symphony Orchestra Perth, 1989/1990 bis 1992/1993 Generalmusikdirektor des Pfalztheaters (Deutschland) und von 1996/1997 bis 1998/1999 Chefdirigent an der Staatsoper Prag.
Stárek wirkte auch an der Musikhochschule Frankfurt am Main, an der er mehrere Jahre die Funktion des Dekans innehatte. 1990 kehrte Stárek auf das Prager Konzertpodium zurück. Seit 1. Juni 2003 war Stárek Ehrenchefdirigent und seit 1. Juni 2005 Chefdirigent des Karlsbader Symphonieorchesters.

## Auszeichnungen
Am 15. April 2008 wurde Stárek durch den Minister für Kultur der Tschechischen Republik für seine Verdienste um die Verbreitung tschechischer Kultur mit der Auszeichnung „Artis Bohemiae Amicis“ geehrt.